# Numérie poudrée
Espèce
Synonymes
- Anagoga pulveraria (Linnaeus, 1758)
- Numeria pulveraria (Linnaeus, 1758)
- Phalaena pulveraria (Linnaeus, 1758)

La Numérie poudrée (Plagodis pulveraria) est une espèce de Lépidoptères de la famille des Geometridae et du genre Plagodis, décrite par le naturaliste suédois Carl von Linné en 1758.

## Répartition
Espèce ayant une large répartition, elle se retrouve de l'Irlande jusqu'au Japon en passant par la Scandinavie ainsi que dans l'Écozone néarctique, plus particulièrement au Canada.

## Description
Ce papillon ayant une envergure comprise entre 30 et 36 mm est reconnaissable à la coloration marron clair voir jaunâtre de ses ailes (bien que la coloration peut varier selon les individus), ainsi qu'aux lignes antémédianes et postmédianes des ailes antérieures qui sont d'un marron plus foncé. Ces lignes sont bordées par une zone de même couleur qui, chez certains individus, couvrent l'ensemble de l'espace entre ces lignes, créant ainsi une large bande marron foncé sur les ailes antérieures,.

## Biologie
Espèce bivoltine dont la seconde génération se démarque de la première par une plus petite taille et une coloration différente. Les imago peuvent être observés d'avril à août dans les forêts de feuillus de plaine et moyenne montagne plus ou moins humides,.
La chenille, polyphage, se nourrit sur diverses espèces d'arbres et arbustes, parmi lesquels figure le Saule marsault, le Noisetier, le Chèvrefeuille des haies ainsi que diverses espèces de Sorbiers, de Chênes, de Merisiers et de Ronces,.
La Numérie poudrée hiverne dans le sol sous forme de chrysalide.

## Sous-espèce
Il existe deux sous-espèces de Plagodis pulveraria :
- Plagodis pulveraria pulveraria (Linnaeus, 1758)
- Plagodis pulveraria occiduaria (Walker, 1861)